# Gibberella fujikuroi
Gibberella fujikuroi is een parasiterende schimmelssoort. De schimmel komt in de bodem voor en kan planten en dieren aantasten.
De schimmel veroorzaakt de bakanae-ziekte in rijst. Deze schimmel wordt gekenmerkt door lichtgroene bladeren, onvolgroeide wortelgroei, slanke bladeren en langwerpige internodiën.

## Synoniemen
- Fusarium moniliforme J. Sheld., (1904)
- Fusarium verticillioides (Sacc.) Nirenberg, (1976)
- Gibberella fujikuroi var. moniliformis (Wineland) Kuhlman, (1982)
- Gibberella moniliformis Wineland, (1924)
- Lisea fujikuroi Sawada, (1919)
- Oospora verticillioides Sacc., (1882)